# 朝霞製作所

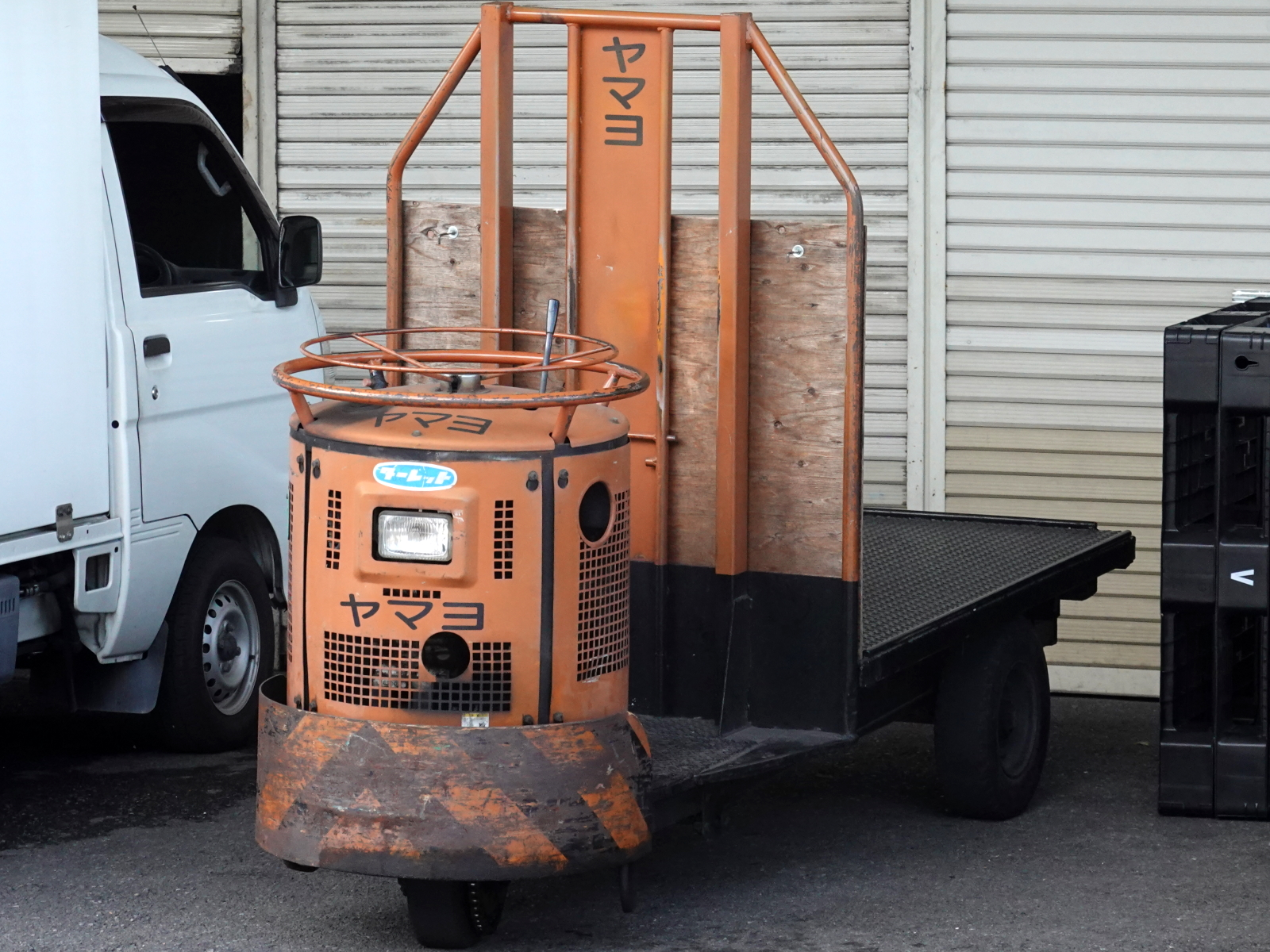
朝霞製作所製ターレットトラック

株式会社朝霞製作所（あさかせいさくしょ）は、かつて埼玉県志木市に本社を構えていた日本の企業。
ターレット式構内運搬自動車「ターレットトラック」を製造していた。
「ターレットトラック」は同社の商標であったが、破産により取り消された。

## 沿革
- 1946年（昭和21年）4月15日 - 埼玉県朝霞市膝折町3 にて設立
- 2006年（平成18年）5月 - 埼玉県志木市上宗岡3 へ移転
- 2011年（平成23年）5月23日 - 事業停止
- 2011年（平成23年）8月30日 - さいたま地方裁判所において破産手続開始決定
- 2012年（平成24年）5月29日 - 破産手続終結

## 事業
ターレットトラックの製造販売を行っていた。

## 製品
- ガソリン式ターレットトラック
- バッテリー式ターレットトラック